# Final de la Copa Asiática 1984

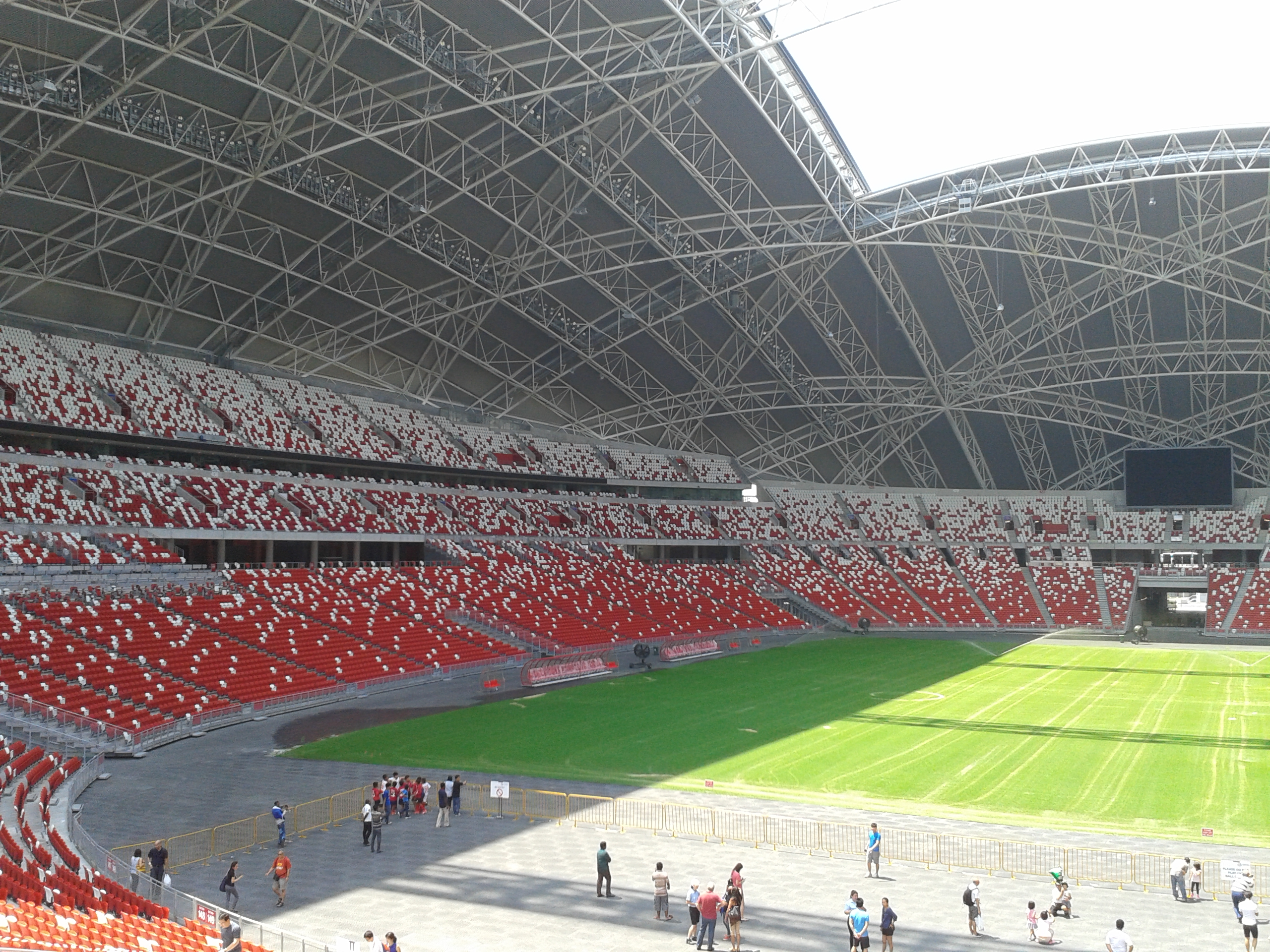
El Estadio Nacional de Singapur fue el recinto donde se disputó la final.

La final de la Copa Asiática de 1984 fue jugada en el Estadio Nacional de Singapur el 16 de diciembre del año 1984, los finalistas del torneo fueron la selección de Arabia Saudita y la selección de China, el campeonato fue ganado por los saudíes merced a los goles anotados por Shaye Al-Nafisah y Majed Abdullah que le dieron la primera copa continental a Arabia Saudita.

## Enfrentamiento
| Bandera de Arabia Saudita | vs. | Bandera de la República Popular China |
| Arabia Saudita 2          | vs. | China 0                               |
| ------------------------- | --- | ------------------------------------- |

## Camino a la final
| Equipo         | Pts. | PJ | PG | PE | PP | GF | GC | Dif |
| -------------- | ---- | -- | -- | -- | -- | -- | -- | --- |
| Arabia Saudita | 6    | 4  | 2  | 2  | 0  | 4  | 2  | +2  |
| Kuwait         | 5    | 4  | 2  | 1  | 1  | 4  | 2  | +2  |
| Catar          | 4    | 4  | 1  | 2  | 1  | 3  | 3  | 0   |
| Siria          | 3    | 4  | 1  | 1  | 2  | 3  | 5  | -2  |
| Corea del Sur  | 2    | 4  | 0  | 2  | 2  | 1  | 3  | -2  |

| Equipo                 | Pts. | PJ | PG | PE | PP | GF | GC | Dif |
| ---------------------- | ---- | -- | -- | -- | -- | -- | -- | --- |
| China                  | 6    | 4  | 3  | 0  | 1  | 10 | 2  | +8  |
| Irán                   | 6    | 4  | 2  | 2  | 0  | 6  | 1  | +5  |
| Emiratos Árabes Unidos | 4    | 4  | 2  | 0  | 2  | 3  | 8  | -5  |
| Singapur               | 3    | 4  | 1  | 1  | 2  | 3  | 4  | -1  |
| India                  | 1    | 4  | 0  | 1  | 3  | 0  | 7  | -7  |

## Partido
| 1          | Guardameta     | Abdullah Al-Deayea       |     |
| 2          | Defensa        | Nasser Al-Meaweed        |     |
| 3          | Defensa        | Hussein Al-Bishi         |     |
| 5          | Defensa        | Saleh Nu'eimeh           |     |
| 13         | Defensa        | Mohamed Abd Al-Jawad     |     |
| 15         | Defensa        | Salman Al-Dosari         |     |
| 6          | Centrocampista | Yahya Amer               |     |
| 10         | Centrocampista | Fahad Al-Musaibeah       |     |
| 14         | Centrocampista | Saleh Khalifa            |     |
| 7          | Delantero      | Shaye Al-Nafisah         |     |
| 9          | Delantero      | Majed Abdullah           | 56' |
| Entrenador | Entrenador     | Khalil Ibrahim Al-Zayani |     |

| 1          | Guardameta     | Lu Jianren   |     |
| 2          | Defensa        | Zhu Bo       |     |
| 3          | Defensa        | Lin Lefeng   |     |
| 5          | Defensa        | Jia Xiuquan  |     |
| 12         | Defensa        | Chi Minghua  |     |
| 6          | Centrocampista | Lim Giong    | 82' |
| 7          | Centrocampista | Gu Guangming | 69' |
| 9          | Centrocampista | Zuo Shusheng |     |
| 17         | Centrocampista | Yang Zhaohui |     |
| 8          | Delantero      | Zhao Dayu    |     |
| 10         | Delantero      | Li Hui       |     |
| Entrenador | Entrenador     | Zeng Xuelin  |     |

| 17 | Centrocampista | Bandar Al-Nakhli | 56' |

| 4  | Centrocampista | Lü Hongxiang | 69' |
| 14 | Centrocampista | Wu Yuhua     | 82' |

| Amonestado | 43' | Salman Al-Dosari |
| Amonestado | 85' | Bandar Al-Nakhli |

| Anotado | 10' | Shaye Al-Nafisah | 1-0 |
| Anotado | 46' | Majed Abdullah   | 2-0 |

| Árbitro | Shizuo Takada |

| 1          | Guardameta     | Abdullah Al-Deayea       |     |
| 2          | Defensa        | Nasser Al-Meaweed        |     |
| 3          | Defensa        | Hussein Al-Bishi         |     |
| 5          | Defensa        | Saleh Nu'eimeh           |     |
| 13         | Defensa        | Mohamed Abd Al-Jawad     |     |
| 15         | Defensa        | Salman Al-Dosari         |     |
| 6          | Centrocampista | Yahya Amer               |     |
| 10         | Centrocampista | Fahad Al-Musaibeah       |     |
| 14         | Centrocampista | Saleh Khalifa            |     |
| 7          | Delantero      | Shaye Al-Nafisah         |     |
| 9          | Delantero      | Majed Abdullah           | 56' |
| Entrenador | Entrenador     | Khalil Ibrahim Al-Zayani |     |

| 1          | Guardameta     | Lu Jianren   |     |
| 2          | Defensa        | Zhu Bo       |     |
| 3          | Defensa        | Lin Lefeng   |     |
| 5          | Defensa        | Jia Xiuquan  |     |
| 12         | Defensa        | Chi Minghua  |     |
| 6          | Centrocampista | Lim Giong    | 82' |
| 7          | Centrocampista | Gu Guangming | 69' |
| 9          | Centrocampista | Zuo Shusheng |     |
| 17         | Centrocampista | Yang Zhaohui |     |
| 8          | Delantero      | Zhao Dayu    |     |
| 10         | Delantero      | Li Hui       |     |
| Entrenador | Entrenador     | Zeng Xuelin  |     |

| 17 | Centrocampista | Bandar Al-Nakhli | 56' |

| 4  | Centrocampista | Lü Hongxiang | 69' |
| 14 | Centrocampista | Wu Yuhua     | 82' |

| Amonestado | 43' | Salman Al-Dosari |
| Amonestado | 85' | Bandar Al-Nakhli |

| Anotado | 10' | Shaye Al-Nafisah | 1-0 |
| Anotado | 46' | Majed Abdullah   | 2-0 |

| Árbitro | Shizuo Takada |

|                           |
| Bandera de Arabia Saudita |
| Campeón Arabia Saudita    |
| 1.er título               |